# Ida lotaringiai hercegnő
Ida lotaringiai hercegnő, férjezett boulogne-i grófné, olykor Boulogne-i Boldog Ida (latinul: Ida Boloniae comitissa, franciául: Ide de Lorraine vagy Ide de Boulogne; Bouillon, 1040 körül – 1113. április 13.) boldogként tisztelt lotaringiai nemesasszony, II. Euszták boulogne-i gróf feleségeként 1057–1088 között Boulogne grófnéja, 1096–1100 között a grófság régense. Több katolikus kolostor alapítója és pártfogója, a clunyi reformok támogatója, Canterburyi Szent Anzelm levelezőpartnere.
III. Gottfried alsó-lotaringiai herceg leánya. II. Euszták boulogne-i gróffal kötött házasságából három fia született: Euszták, Bouillon Gottfried és Boulogne-i Balduin. Mindhárman részt vettek az első keresztes hadjáratban; utóbb Euszták Boulogne, Gottfried és Balduin pedig a hadjárat eredményeként megszülető Jeruzsálemi Királyság uralkodója lett.

## Élete

### Származása és apai öröksége
1040 körül, az ardennekbeli Bouillon várában született III. Gottfried alsó-lotaringiai herceg (997 k. – 1069) és Doda († 1053 k.) leányaként. Apai ágon a Karoling-házra vezette vissza családfáját. III. Gottfried többször fellázadt III. Henrik német-római császár ellen, ezért volt időszak, amikor a császár megfosztotta őt alsó-lotaringiai hercegi címétől. Ida anyja nemesi származású, de dinasztikus hovatartozása nem tisztázott. Elképzelhető, hogy II. Manassé retheli gróf és Doda nevű feleségének leánya, akit anyja után neveztek el – ez esetben Doda jelentené az unokatestvéri kapcsolat alapját Ida fiai és Le Bourcq-i Balduin között, akiket a keresztes háborúk forrásai rokonoknak mondtak. Alan V. Murray történész mindazonáltal felhívta a figyelmet arra, hogy a korabeli forrásokban használt consanguinei (’vérrokonok’) kifejezés a másod-unokatestvérinél távolabbi rokonságra utal. Idának két testvére volt: Gottfried, apjuk örököse és utódja, valamint Wiltrudis, Albert calwi gróf felesége. Doda halála után III. Gottfried újranősült, az özvegy Beatrix toszkán őrgrófnét vette el, de második házasságából nem született fia. Nem maradt fent adat arról, Ida hol töltötte gyermekkorát, követte-e a császári harag elől menekülő, végül Észak-Itáliában, Toszkánában kikötő apját.
Ida gazdag hozománnyal rendelkezett, erre enged következtetni az, hogy jelentős adományokkal járult hozzá a keresztes hadjárat finanszírozásához. Férjhez menetelekor birtokai nem olvadtak egybe a Boulogne-uradalmakkal, hanem megőrizték különállásukat, hogy utóbb a Boulogne-örökség az egyik, az Ardennek-örökség pedig a másik fiukra szálljon. Az, hogy nem Euszták fia, hanem az anyai ág örökösének tekintett Gottfried tanúskodott bizonyos okiratoknál, arra mutat, hogy Idának saját, a lotaringiai örökség részének tekintett birtokai voltak a Maas folyó nyugati partján, Maastricht környékén, illetve Genappe mellett. A Brabant tartománybeli Baisy település is az övé volt. Ezeken kívül kiterjedt földekkel rendelkezett Angliában; a Domesday Book szerint öt uradalmának (Kingweston, Bockhampton, Swanage, Winterbourne Monkton és Nutfield) közvetlen hűbérura a király volt. Az angliai birtokokat egy Rainer nevű klerikus, később Lambert nevű káplánja segítségével igazgatta, akik személyesen utaztak a szigetországba, s egyúttal levelezőtársának, Canterburyi Anzelmnek a dolgairól is tájékoztatták Idát.

### Házassága és gyermekei
Az Alsó-Lotaringia és Boulogne közötti szövetség megpecsételéseként az 1050-es években feleségül ment II. Euszták boulogne-i grófhoz (1015 k. – 1088). Egybekelésük dátuma bizonytalan, bár a szakirodalom hagyományosan 1057-re datálja. A grófnak ez a második házassága volt: első feleségével, Godfigu vagy Goda angol hercegnővel, II. Ethelred angol király leányával 1035 után esküdhetett meg. Közvetlen bizonyíték nem utal arra, hogy lett volna gyermekük, de 1049-ben IX. Leó pápa vérrokonnal való házasodás miatt exkommunikálta Boulogne grófját, és ismeretes, hogy II. Eusztáknak volt egy Gottfried nevű törvénytelen fia. Alan V. Murray történész elmélete szerint Gottfried anyja Godfigu volt, s a fiú szülei házasságának felbontása miatt válhatott utólag törvénytelenné, és ezáltal alkalmatlanná Boulogne öröklésére. Heather Tanner történész 1049-re teszi II. Euszták és Ida házasságkötését, a pápai kiközösítés így kettejük kapcsolatára vonatkozott volna. Az 1049-es dátum ellen Alan Murray azzal érvel, hogy egyrészt nincsen dokumentálható, közeli vérrokonság II. Euszták és Ida között, továbbá nem valószínű sem az, hogy a kiközösítés után még hosszú évtizedekig házastársak maradhattak volna, sem pedig az, hogy a lotaringiai hercegnőt boldoggá avassák, ha egyszer vérfertőző házasságban élt.
Az Ida halála után mintegy húsz évvel keletkezett életrajza szerint a boulogne-i grófi pár boldog házasságban élt. Három fiuk született:
- Euszták (1050-es évek – 1125 körül), apja halála után Boulogne grófja, felesége Mária skót királyi hercegnő;
- Gottfried (1060–1100), anyai nagybátyja halála után Alsó-Lotaringia hercege, az első keresztes hadjárat egyik fővezére, a „Szent Sír őrzője”;
- Balduin (1060-as évek – 1118), a keresztes hadjárat résztvevője, Edessza grófja, Jeruzsálem királya.

Az apja után elnevezett elsőszülött fiú, Euszták volt Boulogne grófságának várományosa. A második fiúra, Gottfriedra Ida öröklési jogán keresztül szállt Lotaringia trónja: Ida bátyjának, IV. Gottfriednak nem maradt életben gyermeke, ezért halála előtt unokaöccsét nevezte meg örököseként. A „Gottfried” keresztnév úgynevezett Leitname volt az Ardennek-házban: nemzedékről nemzedékre ezt adták annak, aki a család fő vérvonalát vitte tovább. A harmadik fiút, Balduint örökség híján egyházi pályára szánták, de 1080 körül világi hivatás mellett döntött, előnyös politikai házasságot kötött egy normann nagyúr leányával, és feltehetően őt tervezték megtenni gyermektelen Gottfried bátyja utódjának Lotaringia élén.
Türoszi Vilmos, a 12. század második felében élő jeruzsálemi krónikás négy fivérről – Gottfried, Balduin, Euszták és Vilmos – számol be, és Gottfriedet mondja a legidősebbnek. A testvérek fordított születési sorrendje ellentmond a korábbi, időben a Boulogne-fivérek életéhez közelebb keletkezett krónikáknak; a felcserélés talán a jeruzsálemi keresztes királyságban betöltött fontosságuk utólagos racionalizálását tükrözheti. Vilmosról egyetlen más korabeli forrás sem tud, de egy 14. századi kézirat, a Genealogia comitum Boloniensium II. Euszták és Ida négy fiát sorolja fel: Guillermum, Godefridum qui est nunc dux Lotharingie, Balduinum et Eustachium. Vilmos semmiképpen sem lehetett Ida fia; Alan Murray magyarázata szerint a krónikások belezavarodtak a családi viszonyokba, s Vilmos vélhetően vagy II. Euszták és Godfigu második gyermeke, vagy II. Euszták törvénytelen Gottfried fiának a fia, tehát III. Euszták, Gottfried és Balduin unokaöccse volt.
Orderic Vitalis 12. századi történetíró Kunó montaigui grófot, aki úgyszintén részt vett a keresztesek vállalkozásában, Bouillon Gottfried sógorának nevezi. Egyéb forrásokból tudott, hogy Kunó feleségét Idának hívták; ennek megfelelően egyes történészek II. Eusztáknak és Ida lotaringiai hercegnőnek egy Ida nevű leányt is tulajdonítanak. A női leszármazott egyedül Orderic Vitalisnál található, más egyidejű művekben nincs nyoma; és a Szent Hubert-apátság krónikája szerint Idának, Montaigui Kunó feleségének az apja egy bizonyos „Öreg” Lambert volt.
A grófné vallásos, gondos neveltetést biztosított fiainak, akiket maga szoptatott. A 12. század második felében működő Radulfus de Diceto részletezte, a hercegnő miként népszerűsítette a férfiak és a nők körében egyaránt, hogy az akkoriban bevett gyakorlat, a dajka alkalmazása helyett az anya maga szoptassa csecsemőjét.

### Az egyház pártfogója

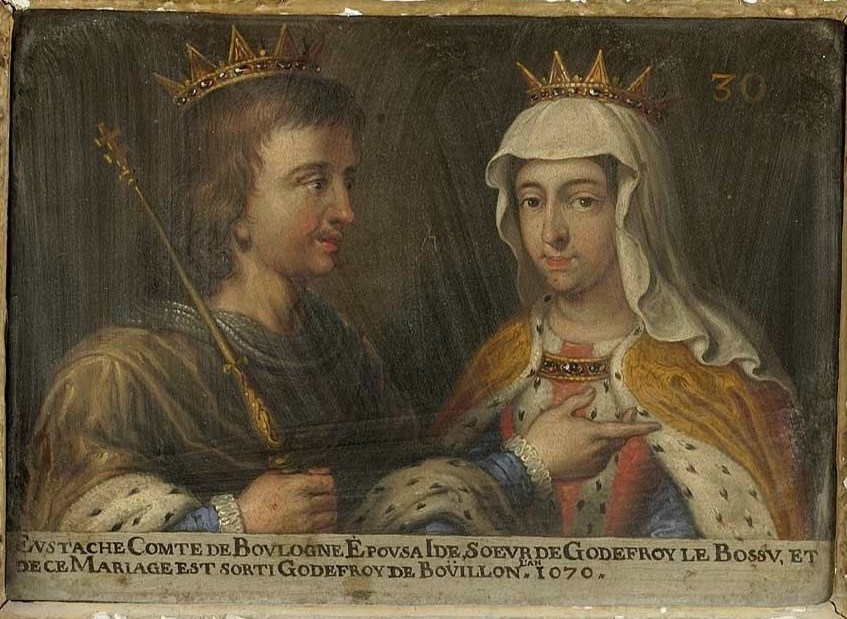
II. Eusztákot és Idát ábrázoló, 17. századi festmény

Az 1130-as években összeállított életrajza szerint példás úrnő volt: bőkezű alamizsnát adott a rászorulóknak, segítette az özvegyeket, az árvákat, a betegeket és az időseket, és különösen is figyelmes volt a szolgálókkal.
Férje részt vett Hódító Vilmos normandiai herceggel Anglia normann meghódításában, aminek köszönhetően a szigeti királyság egyik legnagyobb földesura lett. A hódítással Boulogne politikai és gazdasági jelentősége is megnövekedett, mivel egyike volt a Csatornán zajló kereskedelmet és forgalmat kiszolgáló két legfontosabb kontinentális kikötőnek. Ida grófné fontos szerepet töltött be a családi birtokok igazgatásában, minden bizonnyal segített 1076-ban az akkor tizenöt éves Gottfried fiának a lotaringiai örökség átvételében, majd az 1080-as évek elején fia oldalán belefolyt a hercegség kormányzásába is. Fia lotaringiai uralmának megszilárdítása alatt a grófné Boulogne helyett Lotaringiában, Genappéban és Brüsszelben élt. 1070-ben a grófi házaspár megerősítette tulajdonában a lensi kollégiumot, emellett I. Euszták gróf és Matild felesége emlékére és saját lelki üdvükért bőkezű adományban is részesítették. Ugyancsak ajándékokat és adományokat juttattak a boulogne-i Notre Dame-templomnak.
Az életéről szóló legendák szerint Ida már gyermekként istenfélő, kegyes életet élt, ám megözvegyülése után még inkább a vallás és az egyház felé fordult, bár minden valószínűség szerint nem lett apáca. Ő alapította a boulogne-i Szent Vulmár-apátságot az ágostonrendi kanonokok számára, továbbá a Les Attaques környéki La Capelle-i apátságot és a Le Wast-i monostort. A samer-i Szent Vulmár-apátság neki köszönheti megreformálását és felújítását. Az alapításoknak és későbbi támogatásuknak az anyagi hátterét részben a grófné angliai földjeinek jövedelme biztosította. A normandiai Le Bec-i bencés apátságnak földet adományozott Boulogne-ban, a Szent Vulmárnak 1102-ben az angliai Nutfield uradalmat adta át, a La Capelle-inek pedig Merck környékén juttatott birtokokat, illetve utóbbiban helyezte el azokat a Mária-relikviákat, melyeket Euszták fia hozott haza neki a Szentföldről. Az egyházon belüli kiterjedt kapcsolati körébe tartozott Beci Herluin, a Le Bec-i apátság alapítója, Canterburyi Szent Anzelm, Clunyi Szent Hugó és a hispániai Ozmund astorgai püspök, aki máriás ereklyéket ajándékozott a grófnénak. Clunyi Szent Hugó a kérésére szerzeteseket küldött a clunyi apátságból az újonnan alapított Le Wast-i közösségbe, ezáltal biztosítva, hogy a közösség a clunyi reformok szellemét követi. Az egyháznak juttatott adományok és a reformok támogatása nem kizárólagosan vallásos indíttatásúak voltak: többek között ennek révén lehetett megőrizni az uralkodócsalád befolyását a kolostorok környékén lévő területeken és előmozdítani más jellegű reformokat.
Az első keresztes hadjárat 1095-ös meghirdetésére válaszul mindhárom fia felvette a keresztet. A hadjárat megindulása előtt Ida és Bouillon Gottfried vagy eladták, vagy az egyháznak adományozták valamennyi lotaringiai birtokukat: Baisyt és Genappét például a nivelles-i apátság vette meg, előbbi templomát Ida a Szent Hubert-apátságnak ajándékozta. Bouillon Gottfried csak úgy tudta volna előteremteni a palesztinai utazás és felszerelés költségeit, hogy elkobozza a bouilloni Szent Péter-perjelség vagyonát; anyja ezt megakadályozandó Boulogne-ból Bouillonba utazott, s rábeszélésére fia elállt a tervtől. Gottfried ehelyett Bouillon várát adta el Otbert liège-i püspöknek; az ügyletben anyja is közreműködött. Ezt követően Ida értékesítette brabanti és hesbaye-i allódiumait, ennek alapján valószínű, hogy a perjelség megóvása érdekében magára vállalta fia anyagi terheinek egy részét. 1096-ban Genappe térségében földeket adományozott az affligemi apátságnak „a saját, az atyám és fiaim, Gottfried és Euszták gróf lelkének üdvéért”. A fiaiért aggódó anya 1098-ban jelentékeny adományt juttatott a Szent Bertin-apátságnak „apostoli parancsra Jeruzsálembe elment, és ott a pogányokkal harcoló fiainak, Eusztáknak, Gottfriednak és Balduinnak a megőrzéséért”.
III. Euszták távollétében, 1096–1100 között az anyját, Idát tette meg Boulogne régenséül. Az özvegy grófné 1096-ban utazott haza Boulogne-ba Lotaringiából, ahol személyesen tanúskodott a birtokátadásoknál. Régenssége alatt béke honolt az országban, a krónikák nem jegyeztek fel konfliktust. Az angliai és normandiai ügyektől vélhetően távol tartotta magát, bár nem zárható ki, hogy segítette Canterburyi Anzelmet, amikor 1097-ben II. Vilmos angol király száműzte őt a szigetországból, és az is elképzelhető, hogy legalább egy darabon elkísérte barátját, aki Rómába utazott II. Orbán pápához, hogy tőle kérjen támogatást az angol uralkodóval való vitájában.
1100 szeptembere és 1103 áprilisa között valamikor Angliába látogatott; bizonyára felkereste Canterburyi Anzelmet is. Visszatérése után Le Wastban Szűz Mária tiszteletére kápolnát emeltetett, valamint renováltatta a monostort: „kijavította az elpusztult templomot, ellátta dísztárgyakkal és könyvekkel, és ahogy a zsoltáros mondaná Istennek, »Szeretem házadnak táját«, újjáépítette a házat meg a szomszédos klastromot, és mindenféle javakkal halmozta el.” Életrajza arra enged következtetni, hogy az angliai út után, körülbelül 1103-tól kezdve az özvegy grófné de facto apáti funkcióban élt egy ideig a férfi szerzetesek között a Le Wast-i monostorban. A monostorba költözése miatt egyes későbbi biográfiái tévesen az feltételezték, hogy szerzetesei fogadalmat tett. Valószínűleg 1109-ben – ez évben halt meg mindkét befolyásos barátja, Canterburyi Anzelm és Clunyi Hugó is – a Le Wast-i monostor apátja egy Ravagerus nevű szerzetes lett, véget vetve annak a példátlan helyzetnek, hogy nő létére Ida állt egy férfi monostor élén. Ezt a felállást Clunyi Hugó, valamint a nők és férfiak közötti egyenrangúságot valló Canterburyi Anzelm is pártfogolhatta, azonban szokatlan volt az egyházi gyakorlatban, főleg a nők és férfiak szétválasztását sürgető, 1100−1120 közöttre tehető egyházi változások tükrében. A két szerzetes halálával Ida elveszíthette de facto apáti státusának befolyásos támogatóit.

#### Kapcsolata Canterburyi Szent Anzelmmel
Barátsága Canterburyi Szent Anzelmmel utóbbi perjelsége alatt kezdődött, és a teológus-szerzetes életének mindhárom szakaszát végigkísérte, egészen a haláláig. Húga, Richeza mellett nőismerősei közül Ida állt a legközelebb Anzelmhez. Levelezésük alapján Canterburyi Anzelm legalább ugyanazzal, ha nem mélyebb szeretettel, tisztelettel és bizalmassággal viseltetett Ida iránt, mint Richeza húga iránt. Egyszer például ezekkel a szavakkal fordult Idához: „Istenben szeretett úrnő, tudom és bizonyos vagyok benne, szeretett nővérem, legdrágább leányom, hiszen szeretem szentségedet, hogy mindig ott hordozol a szívedben, és spirituális atyaként tisztelsz engem.” Az Idával való barátsága megbecsülését mutatja, hogy Szent Anzelm, aki még életében maga rendszerezte tematikusan a levelezését, a monasztikus levélváltások között négy Ida-levelet tartott meg; ezzel Ida az egyedüli nő, aki ebben a témakörben egynél többször szerepel.
Megismerkedésük körülményeit homály fedi – fennmaradt leveleik közül a legkorábbra datált arról tanúskodik, hogy nem ez az első levélváltás közöttük, hanem ismertségük régebben kezdődött. A grófné 1093-ra a bencés szerzetes bizalmasává vált, az egyetlenné, akivel Anzelm megoszthatta az őt gyötrő kétségeket, így többek között a canterburyi érsekké való választásának dilemmáit. Anzelm 1092-ben személyesen felkereste Idát azelőtt az angliai út előtt, melynek eredményeként érsek lett; és főpappá válása után nem sokkal levélben fordult a grófnéhoz. Ida révén Anzelm a Boulogne-fivérekkel is közelebbi kapcsolatba került; a legifjabbiknak, Balduinnak például 1102-ben bensőséges hangvételű levelet írt Jeruzsálembe.
Érdekes módon az Ida életéről szóló Vitában Canterburyi Anzelm neve nem fordul elő, Ida alakja viszont feltűnik Canterburyi Anzelm tanítványának, Eadmernek  a mesteréről írott Vita Anselmijében és az Anglia történelméről írott Historia Novorumában is. Sally N. Vaughn történész ezt azzal magyarázza, hogy a nők és férfiak elkülönítését szorgalmazó 12. század eleji mozgalmak nyomán Ida és Canterburyi Anzelm közeli barátsága gyanússá válhatott és árnyékot vethetett az özvegy grófné életszentségére, életrajzírója ezért hallgatott róla.

### Halála és emlékezete
1113. április 13-án hunyt el hosszú betegség után; a Le Wast-i monostor templomában temették el. Sírját meghatározatlan időben, de még életrajza elkészülte előtt felnyitották: holtteste és ruházata állítólag nem indult bomlásnak, és a szentség jelének tekintett kellemes illat áradt belőle. Noha a középkorban alakja közismert volt a róla szóló keresztes legendák miatt, vallásos tisztelete nem terjedt el széles körben, főként Le Wast környékére koncentrálódik. Ünnepe halála napjára, április 13-ára esik.
Életrajzát 1130–35 között a Le Wast-i monostor egyik szerzetese írta meg Vita Beatae Ida comitissae viduae címmel. A Vita három részre osztható: az első Ida gyermekkoráról, házasságkötéséről és anyaságáról, a második özvegységéről és elhunytáról, a harmadik pedig a halála után történő csodás eseményekről számol be. Az életrajz összeállítója méltatja előkelő származását, családtagjai érdemeit, továbbá Ida iskolázottságát, alázatosságát és vallásos odaadását. Magasztalja konkrét, a fiai nevelésében, és átvitt értelemben, Boulogne népe iránt tanúsított anyai érdemeit, az egyház patronálását. A szentírási szereplők közül Eszter királynéval állítja párhuzamba. A neki tulajdonított csodákat is felsorolja: így például érintésével meggyógyított egy angol nyomorékot, egy vízkóros asszonyt és egy siketnéma leánygyermeket. Utóbbira Ida átfagyottan talált rá a capelle-i templomban, ezért beburkolta saját köntösébe, majd, mivel első gyógyulása után a leány visszahullott a bűnbe és a betegségbe, még kétszer meggyógyította. Ida grófné halála után a sírjánál imádkozók közül többen meggyógyultak, köztük tulajdon unokája, Matild boulogne-i grófnő is.
A keresztes hadjárat krónikásai elismerően emlékeztek meg róla, gyakran az ő nevelésének és példájának tulajdonítva Bouillon Gottfried kegyességét. Kortársaik úgy tartották, II. Euszták hadvezetői képességei és Ida grófné életszentsége elegyedtek három fiukban, különösen is Bouillon Gottfriedban, aki a gáláns lovag középkori archetípusává vált. Caeni Ralf szerint „[Bouillon Gottfried] harciasságában az apjára, Isten felé való törekvésében az anyjára ütött.” Nogent-i Guibert is úgy vélte, hogy a három fivér az édesanyjuknak köszönheti sikereit: „hiszünk abban, hogy fiainak jutalmai [Ida] figyelemre méltó, kitartó vallásos elköteleződöttségéből származtak. […] Ők hárman, az őszinteségben semmiben sem elfordulva anyjuktól, számos dicső harci tettel tűntek ki, de mindeközben nem voltak híján a szerénységnek. Amikor a vállalkozás kimenetelén és fiai sorsán elmélkedett, a remek asszony el szokta mesélni, hogy fiának, a hercegnek a szájából jóval a zarándoklat kezdete előtt egy jóslatot hallott.” Az egyes változatok szerint Idának, más variánsok szerint Ida által mondott jövendölés fiai sorsáról kedvelt motívuma volt a keresztes legendáknak; többek között Türoszi Vilmos is beszámolt róla. A Vita Ida gyermekkorából is elmesél egy látomást: a hercegnő álmában a nap aláereszkedett az égből, és egy pillanatra megpihent az ölében, amit úgy értelmeztek, hogy majdani gyermekei dicsőségre fognak szert tenni.
A 14–15. század folyamán népszerű, de a 12–13. századból eredeztethető, Bouillon Gottfriednak egy hattyúlovag ős képében legendás származást tulajdonító elbeszélések és költemények – mint például a La Naissance du Chevalier au Cygne, a Le Chevalier au Cygne és a Les Enfances de Godefroi – II. Euszták grófot rendszerint mellőzik, a bölcsként, gyönyörűként és jó anyaként ábrázolt Ida grófnéra ellenben nagy hangsúlyt fektetnek; s a Les Enfances de Godefroi több jelenetben is megerősíti Ida jövőbelátó, prófétai képességeit.